# Martin Bedjanič
Martin Bedjanič, slovenski šolnik, klasični filolog, * 8. november 1855, Središče ob Dravi, † 7. januar 1931, Maribor.

## Življenje in delo
Rodil se je očetu Jožefu in materi Ani (roj. Dogša).
Leta 1867 je stopil v varaždinsko gimnazijo, se 1869 prepisal na mariborsko in od 1875–1879 študiral klasično filologijo v Gradcu. Po končanem študiju je služboval na gimnaziji v Mariboru (1880), na I. gimnaziji v Gradcu (1881), na gimnaziji v Sarajevu (1882-1893), na gimnaziji v Mostarju (1893-1900), kjer je 1896 postal ravnatelj. Leta 1900 je prišel za ravnatelja na gimnazijo v Sarajevo in ostal na tem mestu do 1913, ko se je upokojil in preselil v Maribor. V raznih listih v Mostarju in Sarajevu je objavljal razne znanstvene članke in 1901 izdal v Zagreb u Rječnik Homerovih pjesama. V Sarajevu sta se mu rodila sinova Vratislav, slovenski inženir elektrotehnike, in Milko, slovenski akademik, zdravnik internist.